# 大城松美
大城 松美（おおしろ まつみ、5月18日 - ）は日本の元女性声優。東京都出身。

## 経歴
主に1980年代から1990年代初頭まで活躍した。一時期、大城 まつみ名義で活躍していた時期もあった。

## 出演作品

### テレビアニメ
1984年
- チックンタックン（レイア姫）

1985年
- 星銃士ビスマルク（ロイ、キャサリン 他）
- 魔法のスターマジカルエミ（女の子）

1986年
- うる星やつら（ことり、望、少女）
- サンゴ礁伝説 青い海のエルフィ
- ハイスクール!奇面組（1986年 - 1987年、物月珠美）
- めぞん一刻

1989年
- シティーハンター2（聖子）
- らんま1/2
- らんま1/2 熱闘編

### 劇場アニメ
- バリバリ伝説（1987年）

### OVA
1985年
- エリア88
- ジャスティ

1986年
- バリバリ伝説 PART I 筑波編（ゆかり）